# 武蔵野吉祥七福神
武蔵野吉祥七福神（むさしのきっしょうしちふくじん）は、東京都武蔵野市と三鷹市の7ヶ所の寺院に祀られている七福神の巡礼札所。武蔵野七福神とは異なる（よく混同される）。

## 武蔵野吉祥七福神の一覧
- 恵比寿神 - 杵築大社
- 大国様　 - 武蔵野八幡宮
- 寿老人　 - 延命寺
- 毘沙門天 - 延命寺
- 弁財天　 - 井の頭弁財天
- 福禄寿　 - 大法禅寺
- 布袋尊　 - 安養寺